# Sporulation
Die Sporulation beschreibt den Prozess der Sporenbildung bei Mikroorganismen wie Bakterien und Pilzen.
Bei Bacillus subtilis sind vor allem Nährstoffmangel und Zelldichte Sporulation-auslösende Faktoren. Stoffwechselaktivitäten sind bei solchen Sporen nicht messbar, und sie sind bemerkenswert resistent gegenüber Hitze (>100 °C), Trockenheit, UV- und Röntgenstrahlung, organischen Lösemitteln und lytischen Enzymen und können mehrere 1000 Jahre überdauern und bei verbessertem Nährstoffangebot wieder auskeimen.
Bei Bacillus subtilis verläuft die Sporulation in sieben Phasen, in der bis zu 200 Gene im Organismus aktiv bzw. inaktiv werden. Die dafür benötigte Zeit beträgt etwa 7–8 Stunden. Im Verlauf der Sporulation kommt es zunehmend zur Bildung von Dipicolinsäure (Pyridin-2,6-Dicarbonsäure) als sporenspezifische Substanz, die in normalen vegetativen Zellen nicht gebildet wird. Zudem werden dabei vermehrt Calcium-Ionen aufgenommen. Der Prozess der Sporulation ist bis heute noch immer nicht exakt verstanden. Viele verschiedene Bedingungen können zur Sporulation führen, dazu zählen Versorgungsmangel oder auch die Mediumzusammensetzung. Zum Beispiel fördert Mangan im Medium die Sporenbildung.

## Regulation der Sporulation in B.subtilis
Membrangebundene und cytoplasmatische Histidinkinasen werden u. a. durch Nährstoffmangel, Quorum sensing und DNA-Schädigungen aktiviert und phosphorylieren über ein Phosphorelay den zentralen Regulator der Sporulation spo0A, wodurch dieser aktiviert wird. Während des vegetativen Wachstums inhibiert der Repressor abrB die Sporulationsgene. Spo0A aktiviert nun für die Sporulation wichtige Gene und inaktiviert zusätzlich den Repressor abrB.
Es kommt nun zur Ausbildung eines Septums in der Mutterzelle. Durch spo0A wird die Phosphatase spoIIE gebildet welche dann spoIIAA durch Entfernung eines Phosphatrests aktiviert. Der Sigmafaktor σF liegt zunächst inaktiv vor und ist an spoIIAB (Anti-σ-Faktor) gebunden. SpoIIAA bindet nun an SpoIIAB, wodurch σF freigesetzt wird. Insgesamt werden für die Endosporenbildung vier Sigmafaktoren benötigt. σF und σG aktivieren Gene in der sich entwickelnden Spore und σE und σK, welche Gene in der die Spore umgebende Mutterzelle regulieren. Das freie σF bindet nun an die RNA-Polymerase und fördert die Transkription von frühen Endoporengenen und induziert die Produktion von σE in der Mutterzelle. Durch σE entstehen Signale die in der Spore die Synthese von σG bewirken. Außerdem führt σE zur Produktion von σK in die Mutterzelle. Die zuletzt vorliegenden Faktoren σG (Spore) und σK (Mutterzelle) werden für die Transkription der späten Gene des Sporulationsprozesses benötigt. Ausgelöst durch σK kommt es u. a. zur Bildung von Dipicolinsäure und Proteinen, die nahegelegene Zellen lysieren, welche noch nicht in die Sporulationsphase eingetreten sind, um deren Zellreste als Baumaterialien für die Spore zu nutzen. Durch σG werden in der Spore Gene transkribiert die für den DNA-Schutz, die spätere Auskeimung und die Bildung von SASP-Proteinen wichtig sind.